# Paul von Mühlberg
Paul Ludwig von Mühlberg (* 17. Mai 1847 in Berlin; † 12. Januar 1926 ebenda) war ein preußischer Generalmajor.

## Leben

### Herkunft
Er war der Sohn des Rentiers Otto Hermann Mühlberg (1815–1884) und dessen Ehefrau Luise Emma, geborene Zimmermann (1825–1904). Sein Bruder Otto von Mühlberg (1843–1934) war von 1908 bis 1919 Gesandter beim Heiligen Stuhl in Rom.

### Militärkarriere
Mühlberg besuchte das Französische Gymnasium in Berlin und leistete anschließend seinen Dienst als Einjährig-Freiwilliger im Königs-Husaren-Regiment (1. Rheinisches) Nr. 7 in Bonn ab. Er schrieb sich dann als Student an der Universität Bonn ein. Mit der Mobilmachung anlässlich des Krieges gegen Österreich kehrte Mühlberg zu seinem Regiment zurück und nahm als Fahnenjunker an den Kämpfen bei Hühnerwasser, Münchengrätz und Königgrätz teil. Nach dem Krieg avancierte er am 13. Oktober 1866 zum Sekondeleutnant. Im Frühjahr 1869 zog sich Mühlberg einen schweren Beinbruch zu und war erst im Sommer des Folgejahres wieder dienstfähig.
Im Krieg gegen Frankreich nahm er 1870/71 mit seinem Regiment an der Belagerung von Metz und den Kämpfen an der Hallue, bei Bapaume sowie Saint-Quentin teil. In der Schlacht bei Amiens sicherte er die Flanke der 15. Division und wurde mit dem Eisernen Kreuz II. Klasse ausgezeichnet. Nach dem Friedensschluss stieg Mühlberg bis Mitte Januar 1878 zum Rittmeister und Eskadronchef auf. Im September 1889 wurde ihm der Charakter als Major verliehen und am 19. November 1889 erhielt er das Patent zu seinem Dienstgrad. Unter Stellung à la suite seines Regiments folgte am 3. November 1891 seine Kommandierung nach Württemberg zum Stab des Ulanen-Regiments „König Wilhelm“ (2. Württembergisches) Nr. 20. Im April 1894 erhielt Mühlberg einen Urlaub von sechs Monaten und wurde am 14. Juli 1895 zum Kommandeur des 2. Rheinischen Husaren-Regiments Nr. 9 in Trier ernannt. In dieser Eigenschaft wurde er am 18. August 185 zum Oberstleutnant sowie am 21. April 1898 zum Oberst befördert. Unter Stellung à la suite des Regiments folgte am 22. Mai 1900 die Ernennung zum Kommandeur der 4. Kavallerie-Brigade in Bromberg. In dieser Stellung wurde Mühlberg am 14. September 1900 der Kronenorden II. Klasse verliehen und er am 7. Juli 1901 zum Generalmajor befördert. Während der Herbstübungen desselben Jahres erkrankte Mühlberg schwer und nahm daher seinen Abschied. Unter Verleihung des Roten Adlerordens II. Klasse mit Eichenlaub wurde er am 22. April 1902 mit der gesetzlichen Pension zur Disposition gestellt.

### Familie
Mühlberg hatte sich am 5. Juni 1873 in Berlin mit Emma Christine Wiebert (1850–1924) verheiratet. Aus der Ehe gingen die beiden Töchter Paula Christiane Emma (* 1874) und Elsa (* 1877) hervor.